# Worthington (Pensilvania)
Worthington es un borough ubicado en el condado de Armstrong en el estado estadounidense de Pensilvania. En el año 2000 tenía una población de 778 habitantes y una densidad poblacional de 536.4 personas por km².

## Geografía
Worthington se encuentra ubicado en las coordenadas 40°50′17″N 79°37′58″O / 40.83806, -79.63278.

## Demografía
Según la Oficina del Censo en 2000 los ingresos medios por hogar en la localidad eran de $31,000 y los ingresos medios por familia eran $37,292. Los hombres tenían unos ingresos medios de $27,443 frente a los $21,818 para las mujeres. La renta per cápita para la localidad era de $15,122. Alrededor del 9.2% de la población estaba por debajo del umbral de pobreza.